# Rostislav Petera
Rostislav Petera (15. září 1909 Královo Pole – 21. července 1980 Praha) byl český a československý politik Československé strany lidové, ústřední tajemník a později předseda ČSL, poslanec České národní rady, Sněmovny národů a Sněmovny lidu Federálního shromáždění za normalizace. Ministr vlád České socialistické republiky. Stoupenec prokomunistického kurzu v lidové straně.

## Biografie
Během únorového převratu v roce 1948 patřil mezi hlavní stoupence prokomunistické politiky v ČSL, tehdy jako vlivný brněnský
redaktor deníku Lidová demokracie. Angažovaností ve prospěch KSČ se snažil odčinit svou předchozí loajalitu vůči německému okupačnímu režimu za Protektorátu. V 50. letech působil jako předseda prorežimní katolické akce. V 60. letech 20. století byl ovšem po sporech s předsedou strany Josefem Plojharem odsunut do tiskového oddělení Národní fronty. V této době byl dokonce po jistou dobu evidován jako člen KSČ.
Jeho politická kariéra v lidové straně znovu naplno začala za normalizace roku 1969, kdy ve straně představoval frakci loajální k normalizačnímu kurzu KSČ a Národní fronty. V letech 1968–1969 působil jako šéfredaktor Lidové demokracie. Po listopadovém zasedání Ústředního výboru ČSL v roce 1970 se stal generálním tajemníkem strany namísto reformisticky orientovaného Jana Paulyho. V nové funkci se pak podílel na formulaci politiky ČSL v duchu normalizačního režimu. Součástí této změny kurzu byla i výměna členských legitimací, která analogicky jako v KSČ znamenala čistky reformistických politiků. V roce 1973 poté, co zemřel předseda strany Antonín Pospíšil, se Petera stal předsedou ČSL. Ve funkci ho potvrdil 2. sjezd ČSL v červenci 1977.
Zastával také vládní posty. V letech 1971–1980 byl ministrem bez portfeje České socialistické republiky ve druhé vládě Josefa Korčáka a třetí vládě Josefa Korčáka.
Dlouhodobě zasedal i v zákonodárných sborech. Po provedení federalizace Československa usedl do Sněmovny národů Federálního shromáždění. Mandát nabyl až dodatečně v březnu 1971. Do federálního parlamentu ho nominovala Česká národní rada, kde rovněž zasedal dodatečně (od prosince 1970). Mandát ve FS znovu získal ve volbách v roce 1971 (volební obvod Praha-město).Ve volbách v roce 1976 přešel do Sněmovny lidu (obvod Praha 3) a zasedal zde až do své smrti roku 1980.